# Imre Steindl
Imre Steindl (Budapest, 29 ottobre 1839 – Budapest, 31 agosto 1902) è stato un architetto ungherese.
Imre Steindl (nato Steindl Imre Ferenc Károly) fu l'architetto del parlamento ungherese e professore all'Accademia ungherese delle scienze. È famoso per aver realizzato il Parlamento ungherese uno dei maggiori esempi di architettura neogotica, altri suoi importanti lavori sono la costruzione della chiesa di Sant'Elisabetta a Budapest e la ricostruzione della cattedrale di Sant'Elisabetta a Košice.